# 1-己烯-3-酮
1-己烯-3-酮（英語：1-hexen-3-one）是一种有机化合物，化学式C6H10O，可见于番木瓜等物种。它和β-溴苯乙烯在钯配合物催化下反应，可以得到(5E,7E)-8-苯基-5,7-辛二烯-4-酮。